# NFR-90
Das Projekt NFR-90, was für NATO Frigate Replacement for the 1990s steht und auf Deutsch so viel wie NATO Fregattenersatz für die 1990er-Jahre bedeutet, war in den 1980er-Jahren ein Rüstungsprojekt der NATO zur Entwicklung einer einheitlichen Fregatte für die Marinen von acht Mitgliedsstaaten. Es hätte das weltweit größte Rüstungsvorhaben im maritimen Bereich werden sollen, scheiterte jedoch 1990 an den zu unterschiedlichen Interessen.

## Idee

### Ausgangslage
Ende der 1970er-Jahre hatte eine Vielzahl von NATO-Marinen einen Bedarf nach neuen Fregatten. Entsprechend der damaligen NATO-Doktrin lag der Fokus auf U-Jagd, da die sowjetische U-Boot-Flotte als Hauptbedrohung gesehen wurde. Insbesondere sollten Konvois mit amerikanischen Truppen und Rüstungsgütern für die kontinentaleuropäische Landfront gesichert werden können. In einer sekundären Rolle sollten die Schiffe Luftabwehr- und Seezielfähigkeiten besitzen. Konkret sollten die folgenden Klassen ersetzt werden:
- Die Bundesmarine suchte unter der Projektbezeichnung Fregatte 124 nach einem Ersatz für die vier Zerstörer der Hamburg-Klasse.
- Die US Navy war auf der Suche nach einem Ersatz für die 39 Schiffe der Farragut- und der Charles-F.-Adams-Klasse.
- Die kanadische Marine suchte im Rahmen des Canadian Patrol Frigate Project nach einem Ersatz für ihre 20 Begleitzerstörer der St. Laurent-, Restigouche-, Mackenzie- und Annapolis-Klassen.
- Die Royal Navy suchte einen Nachfolger für die zwölf Zerstörer der Sheffield-Klasse.

### Zusammenschluss
Der Hauptgrund, warum eine internationale Zusammenarbeit in Betracht gezogen wurden, waren die erwarteten Kosteneinsparungen bei den in dieser Zeit deutlich gestiegenen Kosten für die zunehmend komplexeren Rüstungsgüter. Auch wenn die Schiffe national gebaut werden hätten sollen, sollten beim Bau (insbesondere bei der vereinheitlichten Ausrüstung), Wartung und Ausbildung durch die Ausnutzung sogenannter Skaleneffekte erhebliche Einsparungen erzielt werden. Dementsprechend wurde 1979 von den folgenden sieben Staaten eine Projektgruppe – die Project Group 27, kurz PG/27 – ins Leben gerufen:
- Deutschland (Bundesmarine)
- Frankreich (Marine nationale)
- Italien (Marina Militare)
- Kanada (Canadian Forces Maritime Command)
- Niederlande (Koninklijke Marine)
- Vereinigtes Königreich (Royal Navy)
- Vereinigte Staaten (US Navy)

Als achtes Land trat Spanien (Armada Española) 1982 der Projektgruppe bei.

## Entwicklung des Programms

### Machbarkeitsstudie
1981 wurde eine Voruntersuchung in Form einer Studie durchgeführt, welche zu dem Schluss kam, dass ein internationales Fregattenbauprogramm möglich sei und keine besonderen Risiken bergen würde. Ferner wurde festgestellt, dass die nationalen Bedürfnisse durch eine Plattform von rund 3.500 t Wasserverdrängung erfüllt werden könnten, welche so auszugestalten sei, dass sie in nationaler Eigenregie mit unterschiedlichen Waffen- und Sensorsystemen ausgestattet werden könne. 1984 konnte darauf aufbauend ein Memorandum of Understanding (MoU) über eine detaillierte Machbarkeitsuntersuchung unterschrieben werden. Rund 18 Monate später, im Oktober 1985, konnte das 10.000 Seiten starke Papier präsentiert werden. Die Machbarkeit wurde nach wie vor positiv beurteilt, die vorgeschlagene Schiffsplattform war mit nun etwa 5.000 t Wasserverdrängung deutlich angewachsen.
Für die Fortführung des Programms waren zwei Organisationen gegründet worden, beide mit Sitz in Hamburg:
- Von Seiten der Marinen wurde die Project Management Organisation, kurz PMO, unter der Führung des britischen Rear Admiral Marsh gegründet.
- Von Seiten der Industrie wurde die Internationale Schiffsstudiengesellschaft mbH, kurz ISS, gegründet.

### Definitionsphase
Im Januar 1988 konnte das Memorandum of Understanding für die Definitionsphase unterschrieben werden. Dabei sollte die endgültige Auslegung festgelegt und so die Voraussetzung für den späteren Bau festgelegt werden. Dabei kam es jedoch in verschiedenen Bereichen zu erheblichen Meinungsverschiedenheiten zwischen den Marinen:
Ein Streitpunkt war der Grad der nationalen Diversifizierbarkeit und der dafür vorzuhaltenden Gewichtsreserven. So legte beispielsweise Deutschland Wert darauf die Möglichkeit zu haben, ein Schleppsonar einrüsten zu können. Weitere Knackpunkte waren die Besatzungsgröße, ob vier oder fünf Decks besser seien, ob eine CODOG- oder eine CODAG-Antriebsanlage zu bevorzugen sei und welcher der beiden konkurrierenden Seezielflugkörper Exocet und RGM-84 Harpoon genommen werden sollte. Zudem pochte Großbritannien aufgrund der desaströsen Erfahrungen im Falklandkrieg auf den Einbau eines Nahbereichsverteidigungssystems. Den mit Abstand schwerwiegendsten Streit löste aber das Luftabwehrsystem aus: Frankreich und Italien bestanden auf der Verwendung eines europäischen Luftabwehrsystems FAMS (Family of Anti Air Missile Systems), während Deutschland, die Niederlande und Kanada das US-dominierte NAAWS (NATO Anti Air Warfare System) unterstützten.
Im September 1989 wurde den beteiligten Staaten schließlich der Entwurf für ein sogenanntes Baseline Ship unterbreitet, welcher in der darauf folgenden Detailed Design Phase genauer spezifiziert hätte werden sollen und einen gewissen Spielraum für nationale Modifikationen gelassen hätte. Das Schiff hätte bei einer Länge von 130 m und einer Breite von 15,9 m vier Decks, einen Tiefgang von 4,8 m und rund 5.400 t Wasserverdrängung aufgewiesen. Die Antriebsleistung war auf etwa 30 MW festgelegt worden und die Reichweite sollte etwa 5.000 sm betragen. Streitpunkte wie das Luftabwehrsystem waren aber nach wie vor nicht gelöst worden.
Zu diesem Zeitpunkt wollten die acht Marinen insgesamt 59 Fregatten beschaffen, wobei mit einem Stückpreis von 350 Millionen ECU gerechnet wurde, was rund 730 Millionen DM respektive 365 Millionen Euro entsprochen hätte.

## Scheitern
Nur einen Monat später, im Oktober 1989, verließen Großbritannien, Frankreich und Italien das Projekt. Nach anderen Quellen hatte Großbritannien das Projekt bereits im September verlassen. Mit dem Wegfallen dieser drei Nationen betrachteten die verbliebenen Nationen das Projekt als sinnlos und Deutschland und Spanien verließen das Projekt noch im Dezember desselben Jahres. Einen Monat später wurde das Projekt von den restlichen drei Staaten – USA, die Niederlande und Kanada – endgültig ad acta gelegt. Die Gründe für das Scheitern dürften vielfältig gewesen sein:
- Der naheliegendste Grund dürften industriepolitische Überlegungen gewesen sein.
- Der Streit über das Luftabwehrsystem hatte das Team in zwei Gruppen gespalten.
- Die US Navy hatte von Beginn an keinen großen Enthusiasmus für die relativ kleinen und relativ beschränkt einsetzbaren Fregatten übrig.
- Das starre Beharren auf einem einheitlichen Design in Detailfragen mit geringen Spielräumen für die einzelnen Staaten.

## Alternativen
Großbritannien, Frankreich und Italien setzten die Zusammenarbeit im trinationalen Projekt Horizon CNGF fort, wobei Großbritannien auch daraus ausstieg und die rein nationale Daring-Klasse baute. Beide Klassen legten ihren Schwerpunkt nicht mehr auf die U-Jagd, sondern auf die Verbandsluftabwehr. Deutschland baute als kurzfristigen Ersatz für die Hamburg-Klasse vier U-Jagd-Fregatten der Brandenburg-Klasse. Zudem wurden zusammen mit den Niederlanden und Spanien im Rahmen der Trilateral Frigate Cooperation die Sachsen-, De-Zeven-Provinciën- und die Álvaro-de-Bazán-Klasse entwickelt, wobei die Kooperation hierbei weit weniger weit ging als beim NFR geplant. Auch bei diesen drei Klassen lag der Schwerpunkt nicht mehr auf U-Jagd, sondern auf Verbandsluftabwehr. Die USA demonstrierten mit der Arleigh-Burke-Klasse, was sie eigentlich im Kopf hatten: Fast doppelt so große Mehrzweckschiffe mit Fähigkeiten zur Verbandsluftabwehr und zum Landangriff. Abgesehen von den deutschen Brandenburg-Klasse blieben sonst nur noch die Kanadier dem Konzept der U-Jagd-Fregatte treu und bauten zwölf Einheiten der Halifax-Klasse.